# Ryūtei Rijō

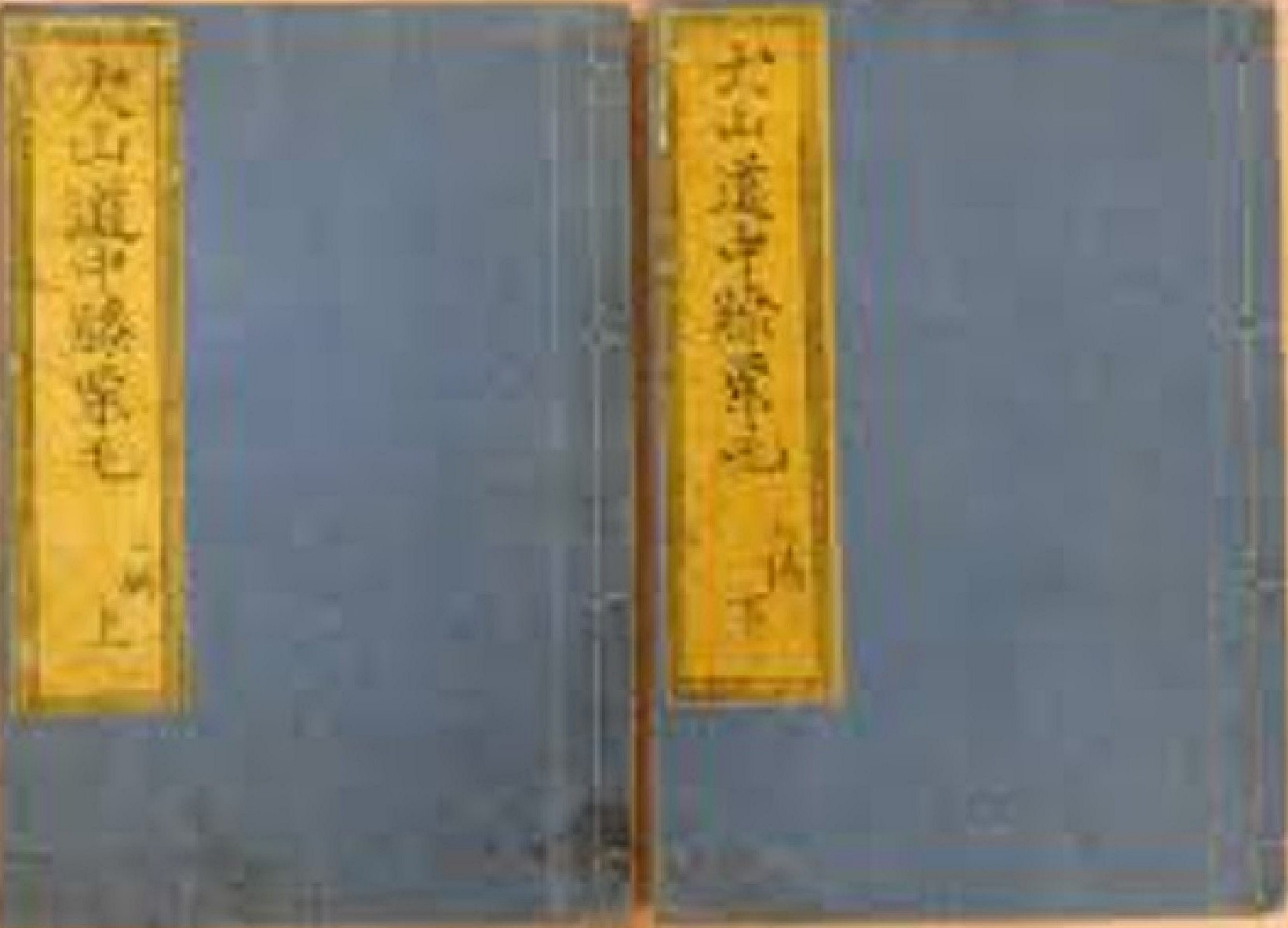
Publikationen

Ryūtei Rijō (japanisch 瀧亭 鯉丈; geboren 1777; gestorben 27. Juli 1841) war ein japanischer Yose-Unterhalter gegen Ende der Edo-Zeit.

## Leben und Wirken
Ryūtei Rijō hieß eigentlich Ikeda Hachiemon (池田 八右衛門), bekannt als Hachizō. Er soll der ältere Bruder von Tamenaga Shunsui (1790–1844) gewesen sein, aber das ist nicht klar.
Es gibt verschiedene Theorien über Ryūteis Werdegang, darunter die, dass er Sänftenbauer und -reparateur für Feudalherren, Bambushandwerker, Elfenbeinschnitzer, Hersteller – eine traditionelle japanische Stickerei „Nuhaku“, und Kammmacher war, aber sicher ist, dass er ein Yose-Unterhalter war.
Ryūtei war ein Schüler des Rakugo-Geschichtenerzählers Takitei Koiraku (滝亭 鯉楽) und wurde durch seine Geschichten über alte Zeiten, die er mit Musik untermalte, und durch die Themen, die er vom Publikum erhielt, bekannt. 1817 machte er sich mit seinem „Ōyama Dōchū Hisa Kurige“ (大山道中膝栗毛) – etwa „Mit dem braunen [Pferd] unterwegs“ einen Namen auf dem Gebiet des Rakugo. Und als er „Hana-goyomi Hasshōjin“ (花暦八笑人) – „Die acht Lacher des Blumenkalenders“, zwischen 1820 und 1834 veröffentlichte, und „Wagōjin“ (和合人), veröffentlicht zwischen 1830 und 1837, hatte er sich auf diesem Gebiet endgültig etabliert.
Zusammen mit Tamenaga Shunsui (1790–1844) verfasste Ryūtei zwischen 1821 und 1824 die Serie „Akegarasu no chi no masayume“ (明烏後正夢), die sich mit dem menschlichen Leben beschäftigt.